# Továrna na uranové barvy
Továrna na uranové barvy je zaniklý průmyslový podnik v Jáchymově v Karlovarském kraji. Nejstarší provozní budova stála už v šestnáctém století, kdy se v ní zpracovávaly rudy stříbra, kobaltu, niklu a dalších kovů. Největšího rozvoje dosáhla ve druhé polovině devatenáctého století, kdy se podnik zaměřil na výrobu tehdy objevených uranových barev. Druhým významným obdobím byla první čtvrtina dvacátého století, ve které se továrna stala světově významným výrobcem radia. Provoz podniku byl ukončen v roce 1939 a následujícího roku byly jeho budovy zbourány.

## Historie
Budova pozdější továrny stála na soutoku Jáchymovského a Klínoveckého potoka už v roce 1517. Založena byla jako Lintackerova stříbrná huť. Jednalo se o jednu z největších hutí na území Evropy. V roce 1550 byla zakoupena městskou radou a kromě stříbra se v ní tavily rudy kobaltové, niklové a vizmutové, jejichž vytavením vznikaly kobaltové smalty. V roce 1780 byla huť modernizována a přejmenována na císařsko-královskou Stříbrnou tavicí huť (c. k. Silberschmelzhütte).

## Uranové barvy
Patera přišel do Jáchymova v roce 1852 z Příbrami, aby v praxi realizoval svůj objev levné výroby uranových barev. Podle jeho požadavků byla původní huť zcela přestavěna a modernizována. Nové provozy byly otevřeny v květnu 1854. Nějakou dobu potom trval nábor a zaškolování nových zaměstnanců, stejně jako těžba výchozí suroviny.
V říjnu roku 1855 svůj provoz zahájila v bývalé Lintackerově huti Továrna na uranové barvy (k. k. Urangelbfabrik, později zvané k. k. Uranfabrik). Jáchymov byl v této době považován za jediné naleziště, kde se potřebná hornina nacházela v těžitelném množství a byla vhodná k průmyslovému zpracování. Od roku 1854 do roku 1857 Patera spolupracoval s chemikem Arnoštem Vysokým, který po odchodu Patery v roce 1857 převzal funkci ředitele.
Arnošt Vysoký po odchodu Patery (1857) vedl Uranovou továrnu a významně rozšířil její sortiment. Kromě Paterovy kanárkově žluté tak vyráběla továrna: oranžovou (natronovou) žluť (1858), žluť amoniakovou (1859), uranovou čerň (protoxid) (1865) využívanou především porcelánkami, zažloutle-červenou žluť (draslová žluť) (1867). Vysoký také podstatně vylepšil výrobu kobaltové modři. Vysoký z Jáchymova odešel v roce 1869.

### Krize výroby
Na konci devatenáctého století vyšly uranové barvy z módy a krize výroby se prohloubila v roce 1896 smrtí ředitele Antona Seiferta. Továrnu vedl hutní správce Gustav Kroupa, který zakázal vhazování odpadu po výrobě barev do potoka a nechal jej skladovat. Zamýšlel z něj tavit stříbro, což bylo nerealizovatelné. V roce 1898 přišel do továrny dopis z Francie od Pierra a Marie Curie, kterým žádali továrnu o poskytnutí vzorků z právě tohoto odpadu k vědeckým účelům. Stát, jakožto majitel továrny, poskytl 1 135 kg odpadu, z něhož Marie Curie-Skłodowská izolovala prvních 120 miligramů radia. Jáchymov následně poskytl dalších pět tun odpadu v roce 1902 (izolovány tři gramy radia) a dalších pět a půl tuny zakoupil v roce 1905 baron Henry de Rothschild. Marie Curie-Sklodowská si svůj objev nenechala patentovat, a proto z jejích objevů mohl těžit hlavně Jáchymov.

### Výroba radia

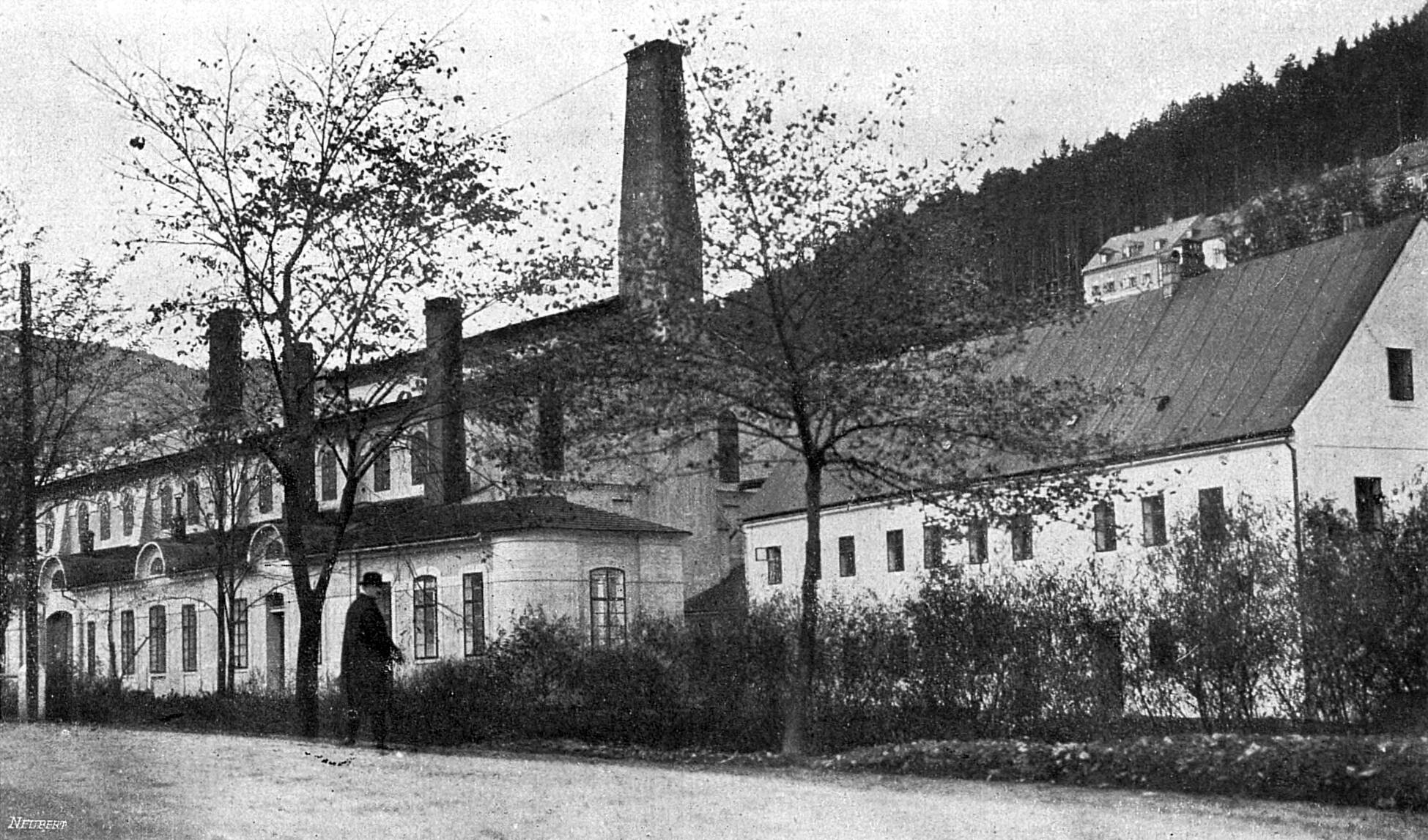
Fotografie továrny z časopisu Český svět (1912)

Zpočátku se radium vyrábělo přímo v prostorách továrny na uranové barvy, ale v roce 1908 na příkaz c. k. Ministra orby nechal ředitel továrny A. Schneider přistavit k hlavní budově radiovou laboratoř. Pracovní postup byl velice náročný. K výrobě jednoho gramu radia bylo nutné zpracovat deset tun výchozí suroviny. Jen rozpouštění, srážení a krystalizace se provádělo 500krát.
V roce 1910 byl jmenován novým ředitelem uranové továrny horní rada Karel Ullrich. Ten nechal zmodernizovat a rekonstruovat veškeré provozy i celou budovu. Továrna byla přejmenována na Státní továrnu pro výrobu uranových barev a radiových preparátů (k. k. Uranfarben  und Radiumpräparatenfabrik).
Po vzniku Československa se ve výrobě radia pokračovalo. Až do roku 1924 se zpracovávaly odpady z výroby uranových barev, poté se přešlo na těženou uranovou rudu. Za jeden miligram radiové soli bylo účtováno 400 rakouských korun. Až do první světové války Jáchymov držel monopol na výrobu radia. Ročně se přitom vyráběly dva gramy radiové soli. Ceny radia prudce rostly. V roce 1902 stál jedem gram soli radia ve Francii 15 000 franků, ale v roce 1905 cena vzrostla na 150 000 franků. V Rakousko-Uhersku stál v roce 1910 jeden gram radiové  soli přes 300 000 rakouských korun, po první světové válce pak deset až dvanáct milionů československých korun. Na přelomu dvacátých a třicátých let stál jeden miligram 64 dolarů, tj. 260 marek čili 2 080 Kč, tedy jeden gram stál 2 080 000 Kč, ale roku 1933 již jen 1,75 milionu Kč (do třicátých let bylo vyrobeno celkem 35 gramů radia). 
Nový přednosta jáchymovské uran-radiové továrny, Odolen Koblic roku 1926 podstatně zmodernizoval výrobní prostory.  Byla vybudována druhá výrobní linka a roku 1927 komplexně přestavěna místnost pro krystalizaci radiových solí. Roční výroba uranových barev stoupla z deseti tun na asi dvacet tun a radia se ročně vyrábělo přibližně pět gramů.

### Likvidace
Výroba byla zastavena v roce 1939 a v roce 1940 byla budova demolována. Důvodem pro zastavení výroby bylo jednak to, že uranové sklo vyšlo z módy a jednak si Léčebné lázně Jáchymov stěžovaly na dusivá oblaka dýmu zahalující lázeňskou oblast. Němci navíc připravovali velkolepou přestavbu lázeňské čtvrti a továrna by tak stála přímo uprostřed.

## Ocenění
- Zlatá medaile průmyslové výstavy, Mnichov (1854)
- Ocenění na Světových výstavách, Paříž (1855 a 1867)
- Ocenění na Průmyslové výstavě, Londýn (1862)

Vyobrazení získaných ocenění bylo zobrazeno společně s pečetí a znakem továrny na obalu standardního 0,5 kg balení barev.